# Никоново (Палехский район)
Ни́коново — деревня в Палехском районе Ивановской области, России. Входит в состав Пановского сельского поселения.

## География
Расположена в северной части Палехского района, на берегу Григоровского пруда на реке Печуге, в 11,2 км к северо-востоку от Палеха (21,8 км по автодорогам).

## Население
| 2010 |
| ---- |
| 3    |